# 오리산
오리산(鴨山)은 강원도 평강군(平康郡) 평강 시가지 서남쪽에 있는 산이다. 이 산은 철원-평강 용암 대지와 포천 아우라지 베개용암을 형성시킨 용암이 분출한 화산으로 지금은  휴화산(休火山)이다. 이 산의 높이는 454m이며, 다른 이름은 압산(鴨山)이다.
신생대 제4기 홍적세(洪積世: 약 200만~1만년 전) 당시 10회 이상의 화산활동을 하였으며, 이 과정에서 점성(粘性)이 약한 현무암질 용암(마그마)이 대량으로 분출하여 철원-평강 일대에 현무암질의 평원을 형성했다.
현재 분화구 내에는 북한군의 시설물이 있으며 낙타고지라는 산 옆에 위치했다.

## 추가령 구조곡의 화산 활동
추가령 구조곡에서 화산 활동은 백악기부터 제4기 플라이스토세까지 일어났다. 용암 대지를 형성하는 전곡 현무암은 칼륨-아르곤 연대 측정 결과 불과 27만년 전(0.27 Ma)에 분출한 것으로 드러났다. 제4기 현무암은 오리산과 검불랑 부근의 680 m 고지로부터 분출하였다. 신생대 제4기에, 추가령 구조곡의 지질적으로 약한 부분을 따라 열하 분출(裂罅 噴出)한 용암은, 철원-평강 용암대지로 불리는 대규모 화산 지형을 형성하였다.